# 八大胡同
八大胡同指的是北京前门外大栅栏附近相公堂子、青楼妓馆云集的八条胡同，是一个总称，而非某条胡同的名称，由于八大胡同这个说法从诞生之日起就与相公、孌童、優童、歌童密切相关，后世八大胡同就成为花街柳巷的代名词。

## 歷史
不明就里者常按照八大胡同这个名称在北京寻找，现在的一些影视作品也把八大胡同当作某条胡同的名称，甚至在经营胡同游的某些三轮车夫也把参观八大胡同作为推销其旅游服务的一个卖点，实际上这都是不了解八大胡同真实含义的体现。
清代孌童的風氣猖獗，乾隆年間，將內城相公堂子趕出內城，堂子遂在此處聚集，乾隆八十大壽，四大徽班進京，在此落腳形成京劇，亦助長八大胡同官員狎妓歪風。

## 舉例
具体说来八大胡同包括：
- 百顺胡同
- 石头胡同
- 韩家潭
- 万佛寺湾
- 大外廊馆
- 小外廊馆
- 王寡妇斜街
- 胭脂胡同
- 陕西巷
- 朱茅胡同

## 其他
在清朝末年北京民间曾经流传一首顺口溜暗指这八条胡同：
八大胡同自古名

陕西百顺石头城

韩家潭畔弦歌杂

王广斜街灯火明

万佛寺前车辐辏

二条营外路纵横

貂裘豪客知多少

簇簇胭脂坡上行